# Diego Domínguez (attore)
Diego Domínguez Llort (Saragozza, 13 ottobre 1991) è un attore e cantante spagnolo.

## Biografia
Nato a Saragozza, ha studiato al collegio Miguel de Molinos. All'età di undici anni si iscrive alla prima edizione del reality show di TVE Eurojunior dove viene scelto tra circa tremila candidati e risulta tra i finalisti.
Da questo programma è nato il gruppo musicale di genere pop formato insieme a María Jesús López Valderrama, Blanca Liquete Marcos, Sergio Jesús García Gil e Irune Aguirre Tens, compagni di reality.
Il gruppo ha pubblicato quattro album sotto l'etichetta chiamata Vale Music fino al 2007, anno in cui decidono di sciogliersi dopo un tour.
Con questo gruppo ha avuto inoltre la possibilità di essere ospite musicale in alcuni programmi spagnoli.
Nel 2009 Domínguez e María Jesús si riuniscono formando il gruppo Juego De Dos, pubblicando nello stesso anno un album omonimo.
Due anni dopo il gruppo si scioglie.
Successivamente ha ottenuto ruoli secondari in Fisica o chimica, nella telenovela Il segreto, Aída e La pecera de Eva.
Ottiene nel 2012 il ruolo di antagonista maschile principale nella telenovela argentina Violetta, dove interpreta Diego Casal, con cui registra alcune canzoni anche per il secondo e il terzo album della serie. 

## Filmografia

### Televisione
- Fisica o chimica (Física o Química) - serial TV (2010)
- La pecera de Eva - serial TV (2011)
- Il segreto (El secreto de Puente Viejo) - serial TV (2011)
- Aída - serial TV (2011)
- Violetta - serial TV (2013-2015)
- Dance Dance Dance - programma TV (2016)
- Nochevieja Playz - programma TV, conduttore (2018)
- Perdóname, Señor - serie TV (2017)
- Wake Up - webserie (2018)
- Derecho a soñar - serie TV (2019)
- Argentina, tierra de amor y venganza - serial TV (2019)

### Cinema
- Familia, regia di Laura Muro (2011)
- Tus gritos dan risa, regia di Sergio Morcillo e Miguel Ángel Pulido (2013)
- Violetta: La emoción del concierto, regia di Matthew Amos (2014)
- Box 314 - La rapina di Valencia, regia di Daniel Calparsoro (2016)
- Adrián, regia di Diego Domínguez (2017)
- Hielos, el musical, regia di Paula Garisoain (2018)

## Teatro
- Violetta - Il concerto (2013-2014)
- Nosotros, el musical (2014)
- Violetta Live (2015)

## Discografia

### Album in studio
- 2003 – Eurojunior
- 2004– Girando sin parar
- 2005 – Mueve el esqueleto
- 2006 – Un sitio ideal

### Colonne sonore
- 2005 –  Trollz: melenas a la moda
- 2013 – Hoy somos más
- 2013 — Violetta - Il concerto
- 2014 – Gira mi canción
- 2015 – Crecimos juntos

## Riconoscimenti
- Kids' Choice Awards Argentina
  - 2014 – Vinto – Mejor Actor Secundario per Violetta
- Kids' Choice Awards México
  - 2014 – Candidatura – Mejor Villano per Violetta
- Melty Future Awards 2016 
  - Vinto – Cool is everywhere per se stesso

## Doppiatori italiani
Nelle versioni in italiano dei suoi film, Diego Domínguez è stato doppiato da:
- David Chevalier In Violetta[6]